# (21189) 1994 JB
1994 جاي بي (ويعرف أيضًا باسم (21189) 1994 جاي بي وفق تسمية الكوكب الصغير) (بالإنجليزية: 1994 JB)‏ هو كويكب ضمن حزام الكويكبات؛ وترتيبه 21189 من حيث الاكتشاف.
اكتُشف هذا الجُرم الفلكي بواسطة Antonio Vagnozzi ‏ في 3 مايو 1994.

## وصلات خارجية
- (21189) 1994 JB في قاعدة بيانات مختبر الدفع النفاث لأجرام النظام الشمسي الصغيرة

- الاكتشاف · مخطط المدار ·  العناصر المدارية · المعلمات المادية

- (21189) 1994 JB على موقع ويكي سكاي: DSS2, SDSS, GALEX, IRAS, Hydrogen α, X-Ray, Astrophoto, Sky Map, Articles and images